# Въведение Богородично (Каландра)
„Въведение Богородично“ или „Света Богородица Пластариотиса“ (на гръцки: Παναγία Πλασταριώτισσα, Παναγούδα,  Εισοδίων της Θεοτόκου ) е късносредновековна православна църква, разположена на полуостров Касандра, край село Каландра.

## Местоположение
Църквата е построена на 1,5 km северозападно от селото, на хълм с красива гледка към долината. Наоколо са параклисите „Свети Христофор“, „Свети Николай“ (Палиониколас), „Свети Михаил Синад“ и църквата „Света Троица“. Районът на югозапад се нарича Хиландарини, тоест Хилендарска.

## Архитектура
„Света Богородица Пластариотиса“ е малка базилика с дървен двускатен покрив, с двускатен покрив. Разпростира се на две нива от запад на Изток. Храмът е еднокорабен, но с дървни стълбове е разделен на три кораба. Има два входа: единият е от западната, а другият от южната страна. Няма друг отвор освен прозореца в нишата на светилището. Отвън сградата е измазана и се познава, че е църква само по кръста над западния вход. На стените има и надписите Εκτίσθη το 1619 (Изгради се в 1619) и 278 ετών η εκκλησία εις το 1897 (278 години на църквата в 1897).

## История
Църквата е била част от метох на Хилендарския манастир. Олтарът на църквата е разположен върху античен гробничен олтар. Ктиторският надпис в храма отвътре до южния вход дава годината 1619. До западния вход има втори ктиторски надпис на осем реда, от който обаче днес се чете само ΡΟΜΗ (вероятно συνδρομή) на петия ред и част от хронологията. Църквата е построена и изписана за сметка на Йоанис Саватианос и неговото семейство.
В църквата има отлично запазени стенописи от 1619 година, което я прави уникална на Халкидика.